# Cerebratulus leucopsis
Cerebratulus leucopsis är en djurart som tillhör fylumet slemmaskar, och som först beskrevs av Ernest F. Coe 1901.  Cerebratulus leucopsis ingår i släktet fläsknemertiner, och familjen Cerebratulidae.
Artens utbredningsområde är Mexikanska golfen. Inga underarter finns listade i Catalogue of Life.